# Synagoga Idela Lubochińskiego w Łodzi
Synagoga Idela Lubochińskiego w Łodzi – prywatny dom modlitwy znajdujący się w Łodzi przy ulicy Wolborskiej 28.
Synagoga została zbudowana w 1904 roku z inicjatywy Idela Lubochińskiego. Została przeniesiona z lokalu znajdującego się przy ulicy Aleksandryjskiej 11. Mogła ona pomieścić 32 osoby. Podczas II wojny światowej hitlerowcy zdewastowali synagogę.